# Matching
Pour le village anglais, voir Matching.
Le terme anglais matching peut se traduire par « correspondance » ou « complémentarité ». En théorie des graphes, il désigne la notion de  couplage en français tandis qu'en statistique il désigne la notion d'appariement.
Dans le domaine de la rencontre sur internet ou via les supports presse / petites annonces, le matching peut englober les affinités, ressemblances ou différences qui font que deux personnes peuvent se correspondre ou pas. Le matching « parfait » peut ainsi être considéré comme une situation où deux personnes se complètent parfaitement.
De plus en plus de sites de rencontres proposent un système de mise en relation par affinités. Mais le matching n'est cependant pas nouveau. Il est un élément fondateur des agences matrimoniales et des sites de rencontres.